# Alan Jenkinson
Alan Jenkinson (ur. 11 lutego 1952, zm. 16 listopada 1996) – australijski bokser, olimpijczyk.
Reprezentował Australię na Letnich Igrzyskach Olimpijskich 1972, które odbyły się w Monachium, zajmując 9. miejsce.